# Slenk (geologie)

Horst en slenk met afschuivingsbreuken

Een geologische slenk (of ook wel graben) is een tektonische vallei ontstaan door twee ruwweg evenwijdige afschuivingsbreuken met een tegenovergestelde hellingsrichting. Als er omgekeerd tussen twee tegenoverliggende afschuivingen een 'hoog' ontstaat, spreekt men van een horst.
In een slenk komen vaak vulkanen en meren voor.

## Voorbeelden
In Nederland:
- De Roerdalslenk
- De Venloslenk

Elders op aarde:
- De Boven-Rijnslenk, stroomafwaarts van Bazel, scheidt de Vogezen en het Zwarte Woud.
- De Grote Slenk is 6000 km lang en loopt van de Jordaan tot de grote Afrikaanse meren. De vallei is voor een belangrijk deel met vulkanisch materiaal opgevuld, afkomstig uit vulkanisme als gevolg van extensietektoniek.
- Madagaskar is door een zeer brede slenk van het Afrikaanse vasteland afgescheiden.
- De Death Valley en Owens Valley in Californië

In het zonnestelsel:
- Op Mars vormt de Valles Marineris een indrukwekkend voorbeeld van een reeks slenken. Het stelsel is meer dan 4000 km lang.
- Ook verschillende ijswerelden kennen slenken. Ithaca Chasma op de Saturnusmaan Tethys omspant zelfs driekwart van de omtrek van deze maan.